# ウルミラ・マトンドカール
ウルミラ・マトンドカール (Urmila Matondkar, デーヴァナーガリー表記：उर्मिला मातोंडकर, マラーティー語: उर्मिला मातोंडकर 1974年2月4日 -) は、インド出身の女優。

## 主な出演作品
- Narasimha (1991年)
- Chamatkar (1992年)
- Drohi (1992年)
- ミスター・ラバーマン Shreemaan Aashique (1993年)
- ランギーラー Rangeela (1995年)
- インドの仕置人 Indian (1996年)
- Judaai (1997年)
- Daud (1997年)
- Aflatoon (1997年)
- Satya (1998年)
- China Gate   (1998年, Chamma Chamma).
- ストーミー・ナイト Kaun (1999年)
- Jaanam Samjha Karo (1999年)
- Hum Tum Pe Marte Hain (1999年)
- Dillagi (1999年)
- Kunwara (2000年)
- Deewane (2000年)
- Bhoot (2003年)
- Pinjar (2003年)
- Maine Gandhi Ko Nahin Mara (2005年)
- Speed (2007年)
- Delhi Safari (2012年)[3]